# 노동 시온주의
노동 시온주의(勞動 sion主義)는 좌파 시온주의 운동의 가장 큰 기류 중 하나이다. 동유럽, 중앙유럽으로 이주한 유대인 가운데 상당수로부터 지지를 받아 형성되었다. 노동 시온주의자들은 유대인의 노동 계급이 농촌 키부츠와 도시의 유대인 노동 계급과 진보적 유대인 사회의 창조를 통해 상태를 구성하고자 한다.

## 대표적 인물
- 다비드 벤구리온
- 이츠하크 라빈
- 골다 메이어

## 같이 보기
- 키부츠
- 좌익 국민주의